# Латаст, Жак
Жак Латаст (фр. Jacques Lataste; 7 июня 1922 — 10 ноября 2011) — французский фехтовальщик-рапирист, чемпион мира и олимпийский чемпион.

## Биография
Родился в 1922 году в Ла-Гран-Комб. В 1948 году завоевал золотую медаль Олимпийских игр в Лондоне в составе команды. В 1949 году стал обладателем серебряной медали чемпионата мира. На чемпионате мира 1950 года завоевал серебряную и бронзовую медали. В 1951 году стал чемпионом мира. В 1952 году на Олимпийских играх в Хельсинки стал обладателем золотой медали в составе команды, а в личном первенстве был 4-м. В 1953 году вновь стал чемпионом мира. На чемпионате мира 1955 года стал обладателем бронзовой медали. В 1956 году на Олимпийских играх в Мельбурне стал обладателем серебряной медали в составе команды.